# 京都のテミス女裁判官
『京都のテミス女裁判官』（きょうとのテミス おんなさいばんかん）は、2003年から2004年までテレビ朝日系「土曜ワイド劇場」で放送されたテレビドラマシリーズ。全2回。原作は和久峻三。制作は朝日放送（ABCテレビ）、松竹（京都映画撮影所、現・株式会社松竹京都撮影所）。主演は若村麻由美。

## 概要
タイトルにある「テミス」とはギリシャ神話に登場する正義の女神のことで、マスコミが主人公につけたあだ名である。
重厚な作風を重視するため、ナレーションを導入。ナレーションにはABCアナウンサーの鳥木千鶴（第1作）と乾龍介（第2作）が起用された。

## キャスト

### レギュラー
松宮亜紀子
演 - 若村麻由美
京都地裁の判事。東京に夫を残して京都に単身赴任している。大学在学中に司法試験に合格した秀才で平成のテミスの異名を持つ。
松宮忠則
演 - 長谷川初範
亜紀子の夫。最高裁の人事課に勤務している。第2作は亜紀子と別居していて絞殺体で発見される。
神崎良平
演 - 高岡建治
検事。
片桐秀男
演 - 谷口高史
京都地方裁判所の右陪席裁判官。
大森
演 - 柚原旬
刑事。
大西真理子
演 - 田中江利奈
埼玉地裁の書記官。松宮忠則と不倫関係にある。
樫村健太郎
演 - 佐川満男
弁護士。
石塚修
演 - トミーズ雅
京都府警の刑事で警部補。亜紀子に協力的。

### ゲスト
第1作「美人判事が不倫と殺人疑惑に襲われて…」（2003年）
- 藤川宏行（運転手） - 大柴邦彦
- 杉本小夜子（ホステス） - 真由子
- 伏見卓也（亜紀子のストーカー） - 中川浩三
- 三輪（所長） - 楠年明
- 裁判官 - 南條豊
- 次席検事 - 田渕岩夫
- 小倉（判事） - 橋本じゅん
- 柿田朋子 - 久保田磨希
- 小峰隆夫 - ロッキー
- 池田完吾 - 伊吹康太郎
- 平岡（裁判長） - 藤田まこと（友情出演）
- タクシー運転手 - 芦屋雁之助（特別出演）
- 米松（刑事） - 井上亮
- 職員 - 宮坂美帆
- 池田（検事） - 伊吹吾郎

第2作「美人判事を襲う夫殺しの罠！チカン裁判不連続殺人事件」（2004年）
- 西岡勝彦 - 田畑猛雄
- 山口ヨシ江 - 三島ゆり子
- 井上さゆり - 水野麗奈
- 河崎依理子 - 美栞了
- 次席検事 - 田渕岩夫
- 奥村順一（会社社長） - 玄海竜二（友情出演）
- 警察犬訓練士 - 蟷螂襲
- 佐竹茂子 - 久保田磨希
- 橘琴美 - 楳崎静香
- 石田（裁判長） - 藤田まこと
- 藤野光雄 - 篠田三郎

## スタッフ
- プロデューサー - 東浦陸夫（ABC）、齋藤立太（松竹）
- 原作 - 和久峻三
- 脚本 - 土屋保文
- ナレーション - 鳥木千鶴（ABC / 第1作）、乾龍介（ABC / 第2作）
- 撮影 - 藤原三郎  (第1作)  、石原興
- 監督 - 松本明
- 音楽 - 大沢みずほ
- 制作協力 - 松竹京都映画（現・松竹京都撮影所）、A-Proオフィス
- 制作 - ABC、松竹株式会社

## 放送日程
| 話数 | 放送日        | サブタイトル                                       | 原作           | 脚本     | 監督   |
| ---- | ------------- | -------------------------------------------------- | -------------- | -------- | ------ |
| 1    | 2003年5月17日 | 美人判事が不倫と殺人疑惑に襲われて…                | 『不倫判事』   | 土屋保文 | 松本明 |
| 2    | 2004年5月08日 | 美人判事を襲う夫殺しの罠！チカン裁判不連続殺人事件 | 『首吊り判事』 | 土屋保文 | 松本明 |